# Quellflur bei Grueb
Quellflur bei Grueb este o arie protejată (arie specială de conservare — SAC, sit de importanță comunitară — SCI) din Austria întinsă pe o suprafață de 4,32 ha, integral pe uscat.

## Localizare
Centrul sitului Quellflur bei Grueb este situat la coordonatele 47°52′33″N 13°17′57″E / 47.8759°N 13.2993°E.

## Înființare
Situl Quellflur bei Grueb a fost declarat sit de importanță comunitară în noiembrie 2014 pentru a proteja 1 specie de plante. Situl a fost protejat și ca arie specială de conservare în august 2017.

## Biodiversitate
Situată în ecoregiunea alpină, aria protejată conține 4 habitate naturale: Pajiști cu Molinia pe soluri calcaroase, turboase sau argilos-nămoloase (Molinion caeruleae), Fânețe de joasă altitudine (Alopecurus pratensis, Sanguisorba officinalis), Izvoare petrifiante cu formare de travertin (Cratoneurion), Mlaștini alcaline.
La baza desemnării sitului se află o specie protejată de  plante: moșișoare (Liparis loeselii).